# Шамсиев, Азамат Мухитдинович
Азамат Мухитдинович Шамсиев — доктор медицинских наук, профессор, известный общественный деятель Узбекистана, в 2004—2020 гг. работал ректором Самаркандского государственного медицинского института, одного из старейших учебных заведений Республики Узбекистан.

## Биография
Азамат Мухитдинович Шамсиев родился в 1945 г. в Хатырчинском районе Самаркандской области в семье служащего. По окончании средней школы в течение одного года работал лаборантом. В 1962 г. поступил на педиатрический факультет Ташкентского медицинского института, по окончании которого работал хирургом сначала в Булунгурской районной больнице, а затем в клинике Самаркандского медицинского института. В 1970—1973 гг. Азамат Мухитдинович проходил целевую аспирантуру на кафедре детской хирургии Ростовского государственного медицинского института и успешно защитил кандидатскую диссертацию «Лечение застарелых переломов дистального конца плечевой кости у детей».
С 1973 по 1976 г. A.M. Шамсиев работал ассистентом, доцентом (с 1975 г.) на кафедре детской хирургии Самаркандского медицинского института. В 1977—1980 гг. работал детским хирургом в Донецкой областной детской клинической больнице. В 1980 г. поступил в докторантуру на кафедру детской хирургии Донецкого государственного медицинского института. Этот период деятельности Азамата Мухитдиновича был посвящен разработке методов диагностики и тактики хирургического лечения деструктивных пневмоний у детей. По результатам научных исследований в 1983 г. он успешно защитил докторскую диссертацию «Лечение деструктивных пневмоний у детей» в Научно-исследовательском институте педиатрии АМН СССР. В 1987 г. A.M. Шамсиев получил ученое звание «профессора».
В 1985 г.Ректор СамГосМи,профессор С.А.Арипов,организовал кафедру детской хирургии № 2 Самаркандского государственного медицинского института, профессором которой он является и по сей день.
В 1990 году по инициативе и под руководством профессора A.M. Шамсиева создается Самаркандский научный центр детской хирургии, оказывающий специализированную хирургическую помощь детям Самаркандской области и Юго-Западного региона Узбекистана. В качестве директора он возглавлял данный центр до 2013 года.
С ноября 2004 года до 14 февраля 2020 года работал ректором Самаркандского государственного медицинского института.

## Труды
Профессор A.M. Шамсиев является автором более 1250 научных работ, 12 учебников и учебных пособий («Детская хирургия», на узб. яз ., 2000 г; «Хирургические болезни детского возраста», 2001 г; «Курс лекций по детской хирургии», 2003 г; «Избранные вопросы хирургии детского возраста», 2004 г; «Стандарты диагностики и алгоритмы практических навыков в детской хирургии», 2011 г ), 15 монографий («Несвежие и застарелые переломы дистального отдела плечевой кости у детей», 1977 г; «Острые гнойные заболевания легких и плевры у детей», 1981 г; «Острые деструктивные пневмонии у детей», 1994 г; «Амбулаторная хирургия у детей», 1995 г; «Болезнь Гиршпрунга у детей», 1997 г; «Лечение застарелых переломов дистального конца плечевой кости у детей», 2000 г; «Малая хирургия детского возраста», 2006 г; «Острый и хронический гематогенный остеомиелит у детей», 2015 г), 146 учебно-методических пособий, посвященных актуальным проблемам детской хирургии. По результатам научных исследований им получены более 60 патентов на изобретения, которые успешно используются в практике детской хирургии не только в Узбекистане, но и в странах СНГ. За свою профессиональную деятельность A.M. Шамсиев воспитал много учеников, работающих ныне во всех регионах Узбекистана, СНГ и всего мира. Под его руководством подготовлено и защищено более 40 докторских и кандидатских диссертаций.
A.M. Шамсиев — поливалентный хирург высшей квалификации с широким диапазоном проводимых операций. Им ежегодно успешно выполнялось  более 500 различных сложных операций на органах грудной и брюшной полостей, мочеполовой системы как у новорожденных, так и у детей старшего возраста. Профессором A.M. Шамсиевым в практику детской хирургии Самаркандской области впервые были внедрены операции при врожденных пороках сердца, бронхоэктатической болезни, циррозе печени, врожденных пороках мочеполовой системы, пороках развития толстой кишки, язвенной болезни двенадцатиперстной кишки, а также бронхоскопия, бронхография, методы плазмафереза, спленосорбции, озонотерапии и др.
Будучи ректором Самаркандского государственного медицинского университета, он уделял большое внимание развитию международного сотрудничества. Так были заключены меморандумы о научном и образовательном сотрудничестве более чем с 40  ведущими медицинскими ВУЗами и научно-исследовательскими институтами. 
В последние годы широко развиваются международные связи института, заключен ряд договоров и подписаны меморандумы о сотрудничестве. На базе Самаркандского государственного медицинского института на регулярной основе стали проводиться научно-практические конференции с международным участием, а также семинары и учебные курсы. В работе научных форумов принимали участие ведущие ученые из Австрии, Дании, США, Франции, Швейцарии, Италии, Турции, Южной Кореи, Российской Федерации, Украины, Казахстана, Таджикистана.
Широта научного кругозора, богатый клинический опыт и педагогический талант стали основой заслуженного авторитета профессора A.M. Шамсиева среди детских хирургов не только Узбекистана, но и далеко за его пределами. Это послужило основанием для его избрания членом Нью-Йоркской академии наук, Российской (RAPS) и Европейской ассоциаций детских хирургов(EUPSA), Ассоциации эндоскопических и лапароскопических хирургов Азии (ELSA),  Королевской ассоциации здравоохранения Великобритании, действительным членом Российской медико-технической академии и ассоциированным членом Российского общества хирургов, а также почетным профессором медицинского университета г. Грац (Австрия), почетным академиком Ижевской медицинской академии. Профессор А. М. Шамсиев регулярно повышает свою квалификацию путем прохождения специализации в ведущих ВУЗах и научно-исследовательских институтах Германии, Швейцарии, Австрии, Италии, Словакии, Южной Кореи.
A.M. Шамсиев — главный редактор журналов «Innovative surgery on the silk road ( Инновационная хирургия на шелковом пути)», «Проблемы биологии и медицины Архивная копия от 12 января 2017 на Wayback Machine» и «Вестник врача Архивная копия от 30 марта 2017 на Wayback Machine», член редколлегии журналов «Детская хирургия» (Москва), «Российский вестник детской хирургии, анестезиологии и реаниматологии»  (Москва), «Медицинский журнал Узбекистана», «Педиатрия», «Хирургия Узбекистана», «Журнал теоретической и клинической медицины», «Инфекция, иммунитет и фармакология», «Новый день в медицине». 

## Учебники, учебные пособия и монографии
- Стандарты диагностики и алгоритмы практических навыков в детской хирургии (недоступная ссылка) (2011 г.).
- Малая хирургия детского возраста (недоступная ссылка) (Ташкент, O’qituvchi, 2006).
- Избранные вопросы хирургии детского возраста (недоступная ссылка) (Стальмахович, — Иркутск, 2004).
- Курс лекций по детской хирургии (недоступная ссылка) (Иркутск, 2003).
- Хирургические болезни детского возраста (недоступная ссылка) (Ташкент: Абу Али ибн Сино 2001).
- Лечение застарелых переломов дистального конца плечевой кости у детей (недоступная ссылка) (Ташкент: Изд-во медицинской литературы им. Абу Али ибн Сино, 2000.)
- Болалар хирургияси (недоступная ссылка) (Тошкент: Абу Али ибн Сино номидаги тиббиёт нашриёти, 2000.).
- Болезнь Гиршпрунга у детей (недоступная ссылка) (Ташкент: Издательство медицинской литературы имени Абу Али ибн Сино, 1997.).
- Амбулаторная хирургия у детей (недоступная ссылка) (Ташкент: Издательско-полиграфическое объединение имени Ибн Сино, 1995.).
- Острые деструктивные пневмонии у детей (недоступная ссылка) (Ташкент, 1994.).
- Острые гнойные заболевания легких и плевры у детей (недоступная ссылка) (Ташкент: Медицина, 1981.).
- Несвежие и застарелые переломы дистального отдела плечевой кости у детей (недоступная ссылка) (Ташкент: Медицина, 1977.).

.

## Награды
- медаль «Отличник здравоохранения СССР»-1990 г.;
- орден «Соглом авлод учун» (1998);
- нагрудной знак «К 10-летию независимости Узбекистана»-2001 г.;
- нагрудной знак «К 15-летию независимости Узбекистана»-2006 г.;
- медаль им. академика А. В. Вишневского −2010 г.;
- нагрудной знак «К 20-летию независимости Узбекистана»-2011 г.;
- лауреат премии им. профессора В. П. Немсадзе-2014 г.;
- золотая медаль им. академика А. В. Вишневского −2014 г.;
- нагрудной знак «К 25-летию независимости Узбекистана»-2016 г.;
- премия имени профессора А.А. Киселя «Детский врач наставник» - 2024 г.,
- орден «Дустлик» - 2024 г.,

.